# ウィリアムズ・FW43
ウィリアムズ・FW43 (Williams FW43) は、ウィリアムズが2020年のF1世界選手権参戦用に開発したフォーミュラ1カーである。2021年シーズンはBスペックのFW43Bが使用されている。

## 概要
FW43
2020年2月17日にオンラインで公開された。
前年のFW42はクラッシュテストに6回不合格した影響から、プレシーズンテストまでにマシンが完成せず数日の欠席を余儀なくされたが、本年のFW43はクラッシュテストを1回で合格し、2月19日からカタロニア・サーキットで始まったプレシーズンテストに間に合わせた。
FW42のコンセプトを維持し、限りあるリソースの中で効率よくパフォーマンス向上をもたらす部分を選んで改善した。メルセデスパワーユニット(PU)の弱点であったオーバーヒートの問題をはじめ、フロントアップライトの剛性やブレーキにも対策が施されている。
チーム名だが、2023年末までROKiTとのタイトルスポンサー契約を締結しており、当初は前年と同じチーム名で登録され、スポンサーを配慮したカラーリングとしてホワイト、ブルー（スカイブルー）、レッドの鮮やかなデザインに変更された。ところが、詳細は不明だが、5月29日付でROKiTとのタイトルスポンサー契約が解消されたことが発表された。そして、それは即時効力が発揮され、発表と同時にチーム名からロキットの名が削除され、それ以降のエントリーリスト上のチーム名は「ウィリアムズ・レーシング」となっている。また、これを受け、カラーリングの変更が行われ、ホワイトとブルー（正確にはスカイブルーとネイビーブルー）を主体としたデザインとなり、スポンサーのロゴの配置の変更も行われた。このほか以前はあったABK BEERのロゴも外れている。
FW43B
2021年は本来新たな車両規定が導入される予定であったが、前年型シャシーのフロア後部に新たな規制を追加し、トークン制による開発制限を設けるレギュレーションの導入が決定。これにより、全チーム前年型をベースにしたマシンを使用することとなり、ウィリアムズは「ウィリアムズ・FW43B」と命名して参戦する事を発表。3月5日にオンラインで詳細が公開された。カラーリングは2020年型から変更され、ホワイト、ブルー、ブラックにイエローがアクセントとして入ったものになった。Bスペックでの参戦を表明したのは1992年のウィリアムズ・FW14B以来29年ぶりとなる。ただし、シーズン中にBスペック版を投入したことを明言した経歴も含めれば、1995年のウィリアムズ・FW17以来となる。

## 2020年シーズン

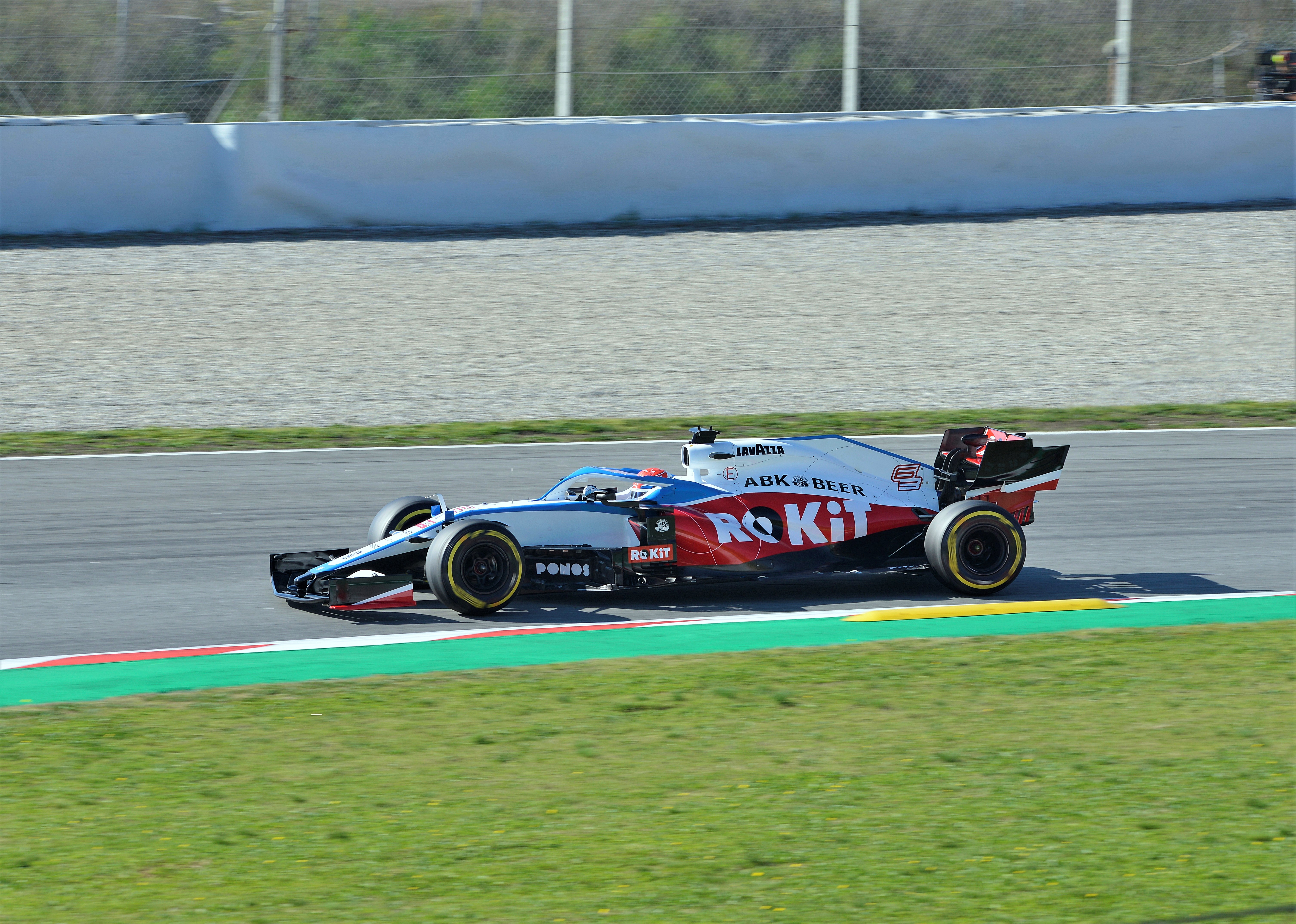
プレシーズンテスト時のFW43

ドライバーはジョージ・ラッセルが残留し、リザーブドライバーを務めていたニコラス・ラティフィが昇格した。技術部門はレッドブルからデイビッド・ワーナーが移籍してチーフデザイナーに、ルノーからジョナサン・カーターが移籍して副チーフデザイナー兼デザイン部門責任者に、デザイン部門のアダム・カーターがチーフエンジニアに就任した。
プレシーズンテストはメルセデスPUのトラブルにより走行時間を失ったが、ラッセルのタイムが前年のテストのベストタイムを上回ったようにパフォーマンスが改善したことを示唆させた。2019新型コロナウイルスの世界的流行の影響により、F1は休止状態となった影響でチーム運営に逆風が吹き荒れる中参戦。決勝での入賞はないが、第3戦で2台とも予選Q2進出に成功したように、前年がすべて予選Q1落ちの状況と比べれば、予選の成績は向上している。
しかし、決勝では戦闘力不足やミス故に入賞は叶わず最上位は4度の11位(うちラッセルが1回、ラティフィが3回)とあと一歩で入賞は叶わず、ウィリアムズは年間獲得ポイントが0で終わるという不名誉な形でシーズンを終えた。一応前年のFW42と比較するとQ1落ちが常連と化していた時に比べ幾度かQ2に進出するなどマシンの戦闘力は上昇したものの成績はドイツでロバート・クビサが獲得した1ポイントより下となってしまう形となった。
なおラッセルはサヒールグランプリにて新型コロナウイルスの検査で陽性と判定されたため本レースの欠場が決まったルイス・ハミルトンの代役としてメルセデスから出場することとなったため、代役としてジャック・エイトケンがこのマシンを操った。

## 2021年シーズン

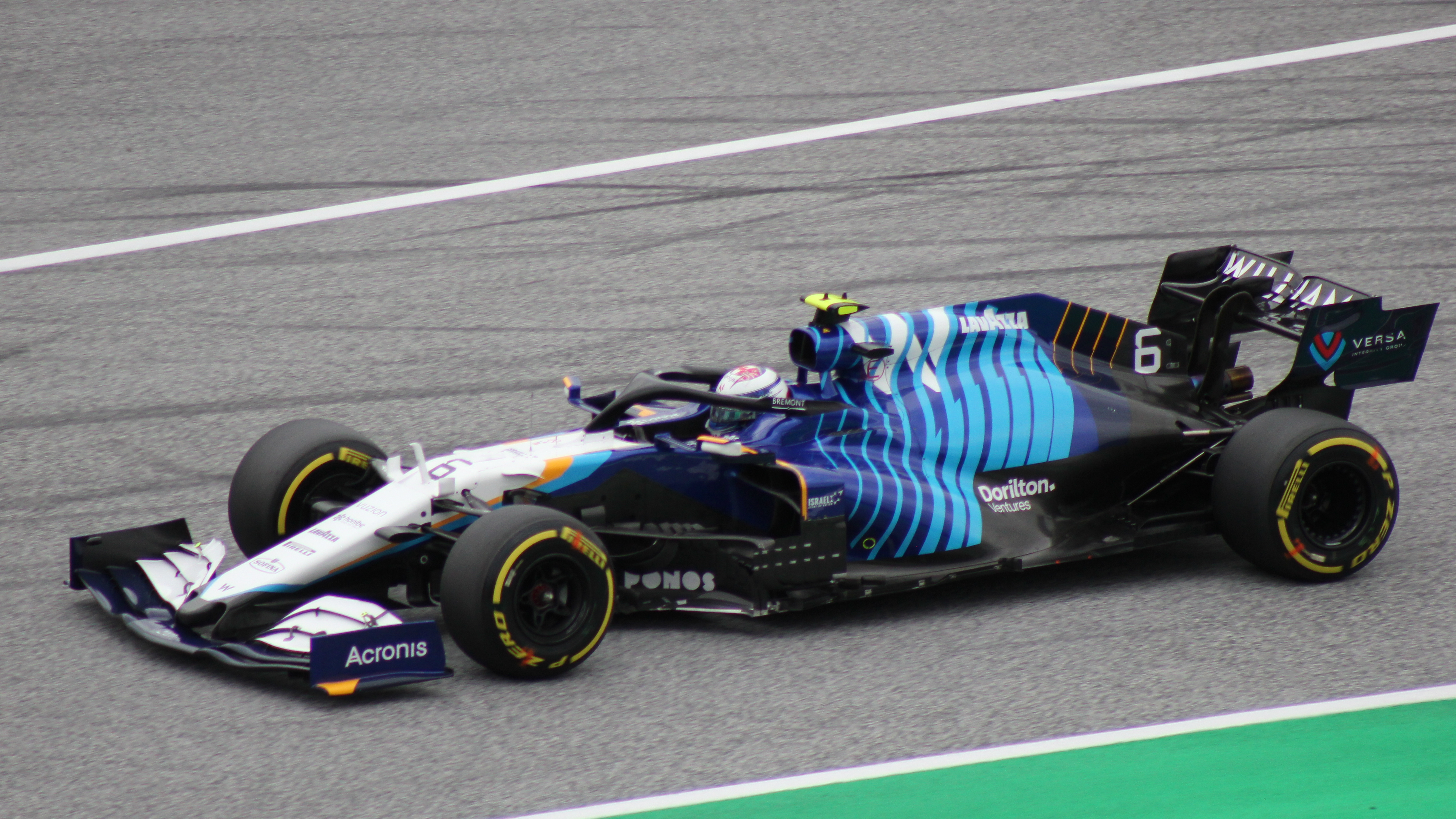
FW43B（2021年オーストリアGP仕様）

ドライバーは両名とも続投。マシンの基本設計は前年型を引き続き使用することが義務付けられているが、空力コンセプトの変更は可能であり、ラッセルによれば、風の影響を受けやすくなるものの、条件が整った時に速さを発揮することを狙ったマシンとして開発されたとコメントしている。
今シーズンはマシンとドライバーも含め格段に進化と成長を成し遂げ、第9戦オーストリアGPでラッセルがチームに2018年イタリアグランプリ以来の予選Q3進出の記録をもたらした（決勝は11位完走）。第11戦ハンガリーGPでは両ドライバーがQ1で敗退するも、決勝ではダブル入賞を果たす。第12戦のベルギーGPでは、ラッセルがQ3進出とフロントローを獲得し、翌日の決勝は荒天の為、通常のレース走行は行われなかったものの、ハーフポイントレースの要件を満たした形かつほぼ予選時の順位のまま終了。その結果、ラッセルがF1キャリア初の2位表彰台を獲得した。

## スペック
(この節の出典)

### シャシー
- 型式: FW43
- シャシー: カーボンファイバーコンポジットモノコック
- サスペンション
  - フロント: ダブルウィッシュボーン、プッシュロッド式トーションバースプリング、アンチロールバー
  - リア: ダブルウィッシュボーン、プルロッド式トーションバースプリング&アンチロールバー
- ステアリング: パワーアシスト
- ブレーキシステム（フロント/リア）: カーボンセラミックディスク
- ギアボックス: パドル式8速セミオートマチック
- ドライブ: 後輪駆動
- 重量: 746kg
- タイヤ: ピレリ P-Zero

### パワーユニット
- 型式: メルセデスAMG F1 M11 EQ Performance
- 気筒数: V型6気筒
- バンク角度: 90度
- ロケーション: ミッドシップ、縦置き
- 重量: 145kg
- 構造: アルミニウムブロック&ヘッド
- 排気量: 1,600cc
- ボア: 80mm
- ストローク: 53mm
- バルブトレイン: 4バルブ（1シリンダーあたり）、DOHC
- 燃料噴射: 直接噴射
- 潤滑剤: ドライサンプ
- 過給器: ターボ

## 記録
（key）

### FW43
| 年   | No. | ドライバー | AUT | STY | HUN | GBR | 70A | ESP | BEL | ITA | TUS | RUS | EIF | POR | EMI | TUR | BHR | SKR | ABU | ポイント | ランキング |
| ---- | --- | ---------- | --- | --- | --- | --- | --- | --- | --- | --- | --- | --- | --- | --- | --- | --- | --- | --- | --- | -------- | ---------- |
| 2020 | 63  | ラッセル   | Ret | 16  | 18  | 12  | 18  | 17  | Ret | 14  | 11  | 18  | Ret | 14  | Ret | 16  | 12  |     | 15  | 0        | 10位       |
| 2020 | 89  | エイトケン |     |     |     |     |     |     |     |     |     |     |     |     |     |     |     | 16  |     | 0        | 10位       |
| 2020 | 6   | ラティフィ | 11  | 17  | 19  | 15  | 19  | 18  | 16  | 11  | Ret | 16  | 14  | 18  | 11  | Ret | 14  | Ret | 17  | 0        | 10位       |

### FW43B
| 年   | No. | ドライバー | BHR | EMI | POR | ESP | MON | AZE | FRA | STY | AUT | GBR | HUN | BEL | NED | ITA | RUS | TUR | USA | MXC | SÃO | QAT | SAU | ABU | ポイント | ランキング |
| ---- | --- | ---------- | --- | --- | --- | --- | --- | --- | --- | --- | --- | --- | --- | --- | --- | --- | --- | --- | --- | --- | --- | --- | --- | --- | -------- | ---------- |
| 2021 | 63  | ラッセル   | 14  | Ret | 16  | 14  | 14  | 17  | 12  | Ret | 11  | 12  | 8   | 2   | 17† | 9   | 10  | 15  | 14  | 16  | 13  | 17  | Ret | Ret | 23       | 8位        |
| 2021 | 6   | ラティフィ | 18† | Ret | 18  | 16  | 15  | 16  | 18  | 17  | 16  | 14  | 7   | 9   | 16  | 11  | 19  | 17  | 15  | 17  | 16  | Ret | 12  | Ret | 23       | 8位        |

- 太字はポールポジション、斜字はファステストラップ
- † 印はリタイアだが、90%以上の距離を走行したため規定により完走扱い。